# Национални парк Тасили Аџер
Тасили Аџер (берб. ⵜⴰⵙⵉⵍⵉ ⵏ ⴰⵊⵊⵔ Tasili n Ajjer, арап. طاسيلي ناجر; "Висораван река") је национални парк у пустињи Сахари, стациониран на југоистоку Алжира. На његовом простору налази се једна од најважнијих група пећинске уметности на свету, а површине је 72.000 км². На листи УНЕСКО Светске баштине налази се од 1982. године.

## Преисторијска уметност
На простору парка налазе се камене формације које представљају археолошки локалитет, познате по бројним праисторијским радовима од камена, а први пут су примећени 1910. године. Датирају из периода раног неолита, па све до последњег великог леденог доба, када је Сахара била савана.
Иако се извори разликују, претпоставља се да су уметнички радови старији више од 12.000 година. Већина њих датира из периода деветог и десетог миленијума п.н.е. по научним анализама.
Међу 15.000 гравура које су до сада идентификоване, налазе се цртежи животиња, укључујући антилопе и крокодиле и људе који се баве активностима као што су лов и плес. Ово подручје је заштићено законом управо због великог броја цртежа на стенама, по чему је и познато.

## Географија
Тасили Аџер налази се на југоистоку Алжира, на границама са Либијом, Нигером Малијем, а заузима површину од 72.000 км². Највиша тачка националног парка је Јебел Азао са 2,158 м, а најнижа је град Ђанет, који се налази на око 10 км југозападно од централног дела националног парка. Читаво археолошко налазиште проглашено је националним парком, а предео се налази и у оквиру програма Човек и биосфера, као и у оквиру УНЕСКО Светске баштине.

### Геологија и екологија
Предео се састоји углавном од пешчара. Ерозија у овој области довела је до стварања готово 300 природних сводова, заједно са многим другим спектакуларним облицима. Због висине вегетација је у овом делу донекле богатија него у околним деловима пустиње, а овде се налази неколико ендемичних врста.
Буквални превод Тасили Аџера на српски језик је Плато река, који се односи на време када је клима била доста влажнија него данас. На простору парка до 20. века налазила се популација западног афричког крокодила.
Постоји неколико других врста животиња које и даље живе на овом простору, као што су муфлони, једина преживела врста већих сисара, приказана још у гравурама на овом подручју.

## У култури
- Тасили је место где се снимао албум и назив албума из 2001. године туарешко—берберског бенда Тинаривен.
- У књизи Храна Богова из 1992. године, Теренс Макена писао је о овом пространству.[12]
- Тасили је нумера на албуму Природна чуда из 1994. године који је снимила британска даб група Zion Train.

## Археологија

### Залеђина
Алжирска камена уметност је била предмет европских проучавања од 1863. године, а истраживања су спровели А. Помел (1893-1898), Стефан Гсел (1901-1927), Г. Б. М. Фламанд (1892-1921), Лео Фробениус и Хуго Обермаиер (1925), Хенри Бреуил (1931-1957), Л. Џолеауд (1918-1938) и Рејмонд Вауфреј (1935-1955).
Тасили је већ био добро познат почетком 20. века, али западњаци су га широко упознали кроз низ скица које су направили француски легионари, посебно поручник Чарлс Бренанс током 1930-их. Са собом је довео француског археолога Анрија Лота, који ће се касније вратити током 1956 - 1957, 1959, 1962. и 1970. године. Лотове експедиције су биле оштро критиковане, а његов тим је оптужен да је лажирао слике и да је оштетио слике при осветљавању и фотографисању, што је резултирало редукцијом оригиналних боја, што се не може поправити.

### Садашње археолошко тумачење
Локацију Тасили Аџера су током неолита првенствено заузимале трансхумантне сточарске групе чији је начин живота био од користи људима и стоци. Локална географија, надморска висина и природни ресурси били су оптимални услови за камповање малих група у сушној сезони. Вади унутар планинског ланца функционисали су као коридори између стеновитих висоравни и пешчаних низија. У планинским пределима постоје археолошки докази о окупацији који датирају од 5500. до 1500. године пре нове ере, док у низијама постоје камени тумули и огњишта која датирају између 6.000. и 4.000. године пре нове ере. Сматра се да су равничарске локације коришћене као места за становање, посебно током кишне сезоне. Постоје бројна склоништа у стенама у шумама од пешчара, посута неолитским артефактима, укључујући керамичке посуде и уломке, литичке врхове стрела, зделе и дробилице, перле и накит.
Прелазак на сточарство након афричког влажног периода током раног холоцена огледа се у Тасили Аџерском археолошком материјалу, каменој уметности и зооархеологији. Даље, окупација Тасилија је део већег покрета и промене климе унутар Централне Сахаре. Палеоклиматска и палеоеколошка разматрања започета су у Централној Сахари око 14.000 година пре садашњости, а затим су настављене сушним периодом који је резултирао уским еколошким нишама. Међутим, клима није била конзистентна и Сахара је била подељена између сушних низија и влажних висоравни. Археолошка ископавања потврђују да се људска окупација, у облику група ловаца-сакупљача, дешавала пре између 10.000 и 7.500 година; након пре 7.500 година, људи су почели да се организују у пасторалне групе као одговор на све непредвидивију климу. Постојао је сушни период од 7900. до 7200. године пре нове ере у Тасилију који је претходио појави првих пастирских група, што је у складу са другим деловима сахарско-сахелског појаса. Препасторална керамика ископана из Тасилија датира пре око 9.000 - 8.500 година, док је пастирска керамика од пре 7.100 - 6000 година.
Камена уметност у Тасилију се користи заједно са другим локацијама, укључујући Дар Тичит у Мауританији, за проучавање развоја сточарства и транссахарских путовања у Северној Африци. Говеда су се узгајала на огромним подручјима већ од 3000. до 2000. године пре нове ере, што одражава порекло и ширење пасторализма у овој области. Затим су уследили коњи (пре 1000. године пре нове ере), а затим камиле у следећем миленијуму. Долазак камила одражава повећани развој транссахарске трговине, јер су камиле првенствено коришћене као транспорт у трговачким караванима.

## Галерија
- Гравуре и предели националног парка
- Цртеж мушкарца
- Пустиња
- Оаза
- Цртеж мушкараца
- Цртеж жене
- Антилопа
- Стене
- Цртеж људи